# Peucedanum praeruptorum
Peucedanum praeruptorum là một loài thực vật có hoa trong họ Hoa tán. Loài này được Dunn miêu tả khoa học đầu tiên năm 1903.